# Lučivná
Lučivná (allemand : Lautschburg) est un village de Slovaquie situé dans la région de Prešov.

## Histoire
Première mention écrite du village en 1321.

## Démographie

### Évolution de la population
| Année:               | 1994. | 2004.    | 2014.   | 2024.   |
| -------------------- | ----- | -------- | ------- | ------- |
| Nombre de personnes: | 822   | 982      | 993     | 937     |
| Différence:          |       | +19,46 % | +1,12 % | -5,63 % |

| Année:               | 2023. | 2024.   |
| -------------------- | ----- | ------- |
| Nombre de personnes: | 936   | 937     |
| Différence:          |       | +0,10 % |